# هاكوب مانانديان
هاكوب مانانديان (نوفمبر 1873 اخالتسيخ - 4 فبراير 1952)، هو مؤرخ أرمني ولغوي، وعضو في أكاديمية العلوم في أرمينيا (1943)، وأكاديمية العلوم في الاتحاد السوفياتي (1939).
أحد أهم الأعمال التي قام بها مانانديان كان «المسح النقدي لتاريخ الشعب الأرمني» (المجلدات 1-3، 1945-1957). حصل على وسام الراية الحمراء للعمل.

## مراجع

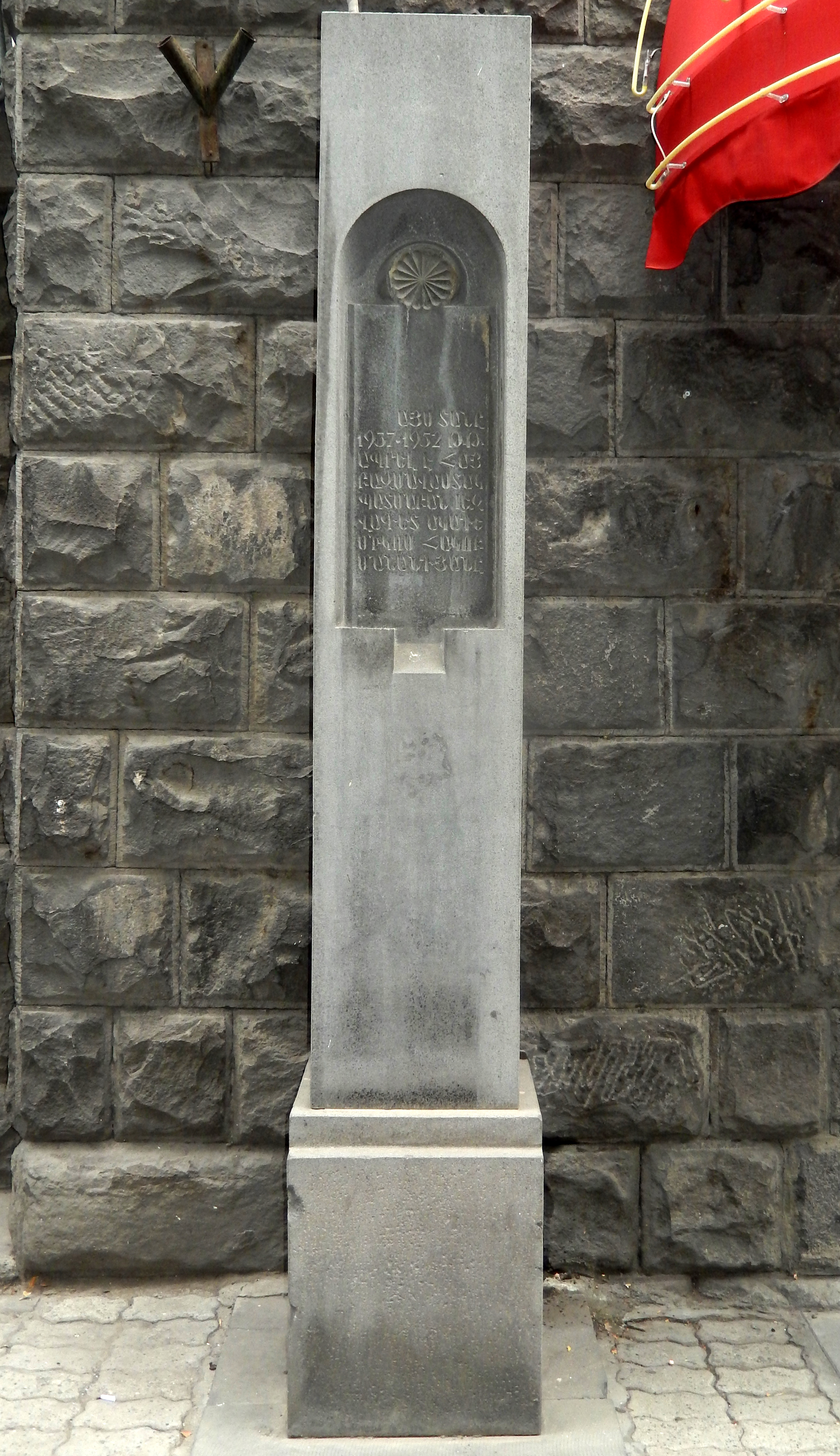
لوحة هاكوب مانانديان في شارع تيريان، يريفان